# Scooby Doo i baśnie z tysiąca i jednej nocy
Scooby Doo i baśnie z tysiąca i jednej nocy lub 101 opowieści Scooby Doo (ang. Scooby-Doo in Arabian Nights) – piąty film animowany z serii o Scoobym Doo, z roku 1994.

## Fabuła
Kudłaty i Scooby zatrudniają się na dworze Kalifa jako nadworni kontrolerzy jedzenia. Jednak, nie mając umiaru zjedli całe jedzenie dla niego przeznaczone. Za to mają być ukarani. Aby go zanudzić i uciec, Kudłaty opowiada dwie historie, przebrany za uroczą dziewczynę.
Premiera filmu w Polsce na antenie Cartoon Network odbyła się w sobotę, 7 maja 2005 w Kinie Cartoon Network.

## Obsada
- Don Messick –
  - Scooby Doo,
  - Miś Boo-Boo
- Casey Kasem – Kudłaty
- Allan Melvin – Goryl Magilla
- Greg Burson – Miś Yogi
- Eddie Deezen – Kalif
- Jennifer Hale – Aladynka

## Wersja polska
Wersja polska: Master Film na zlecenie Warner Bros.

Reżyseria: Elżbieta Jeżewska

Dialogi: Dorota Filipek-Załęska

Dźwięk: Elżbieta Mikuś

Montaż: Jan Graboś

Kierownictwo produkcji: Ewa Chmielewska

Wystąpili:
- Jacek Bończyk – Kudłaty
- Ryszard Olesiński – Scooby Doo
- Andrzej Grabarczyk – Yogi
- Jarosław Boberek – Bubu
- Marek Włodarczyk – Książę
- Izabella Bukowska – Aladynka
- Arkadiusz Bazak – Zły władca
- Mieczysław Morański – Kapitanek
- January Brunov – Magilla
- Piotr Bąk – Cyklop
- Mirosław Zbrojewicz
- Mirosław Konarowski
- Tomasz Kozłowicz

Tekst piosenki: Andrzej Brzeski

Opracowanie muzyczne: Eugeniusz Majchrzak

Piosenkę śpiewali: Maciej Molęda i Paweł Hartlieb